# Johann Murer
Johann Murer (* vermutlich 14. Februar 1792 in Beckenried; † 27. Mai 1875 ebenda) war ein Schweizer Politiker. Von 1866 bis 1874 gehörte er als Vertreter der Konservativen dem Regierungsrat des Kantons Nidwalden an.

## Leben
Johann Murer wurde als Sohn des Kriegsrats und Ratsherrn Josef Anton Murer und der Genoveva Käslin geboren. Er wuchs auf dem Bauernhof Ober-Sassi in Beckenried auf. Nach der Schule wurde Murer Handelsmann.
Im Jahr 1850 wurde Johann Murer Kirchmeier (Präsident des Kirchenrats) und Armenrat von Beckenried. Diese Ämter gab er 1856 ab und wurde Vermittlungsrichter. 1862 wurde Murer in den Armenrat gewählt und gleich Präsident diese Behörde. Im Jahr 1868 wurde Johann Murer erneut Mitglied des Kirchenrats und Gemeinderat von Beckenried.
Nach der Neuordnung des Kantons 1848 wurde Johann Murer Ratsherr im Landrat. Nach einer Pause von sechs Jahren wurde er 1862 erneut in den Landrat gewählt. An der Landsgemeinde 1866 wurde Murer vom Volk in den Regierungsrat gewählt. Er blieb Mitglied der Nidwaldner Regierung bis 1874. Er übernahm das Amt des Landesfähndrichs.
Johann Murer heiratete 1837 Anna Josefa Feller (Föller). Aus dieser Ehe stammt der Sohn Johann Murer, der ebenfalls Ratsherr wurde. Nach dem Tod seiner ersten Gattin vermählte sich Murer 1855 mit der Urnerin Agat(h)a Aschwanden. Diese Ehe blieb kinderlos.

## Quelle
- Neues Stammbuch. Band VIII, Murer I, 13 (1) (Seite 6).